# فالسافارنتش
فالسافارنتش (بالإيطالية: Valsavarenche)‏ هي كومونا تقع في إيطاليا في فالي دا أوستا. يقدر عدد سكانها بـ 186 نسمة ومساحتها 139 كم2 ووترتفع عن سطح البحر 1,541 متر.

## السكان
في سنة 1861 بلغ عدد السكان 639 نسمة، وتطور العدد ليصل في سنة 2011 لـ 187 نسمة.
يظهر هذا المخطط البياني تطور النمو السكاني لـ فالسافارنتش